# Джована II Анжуйска
Джована II Анжуйска-Драчка (на италиански: Joanna II d'Angiò-Durazzo), известна и като Джована II Неаполитанска (Giovanna II di Napoli; * 25 юни 1373, Задар, † 2 февруари 1435, Неапол, Неаполитанско кралство), е кралица на Неапол от 1414 г. до смъртта си, която слага край на Сицилианския клон на Анжуйската династия. Тя се възкачва на неаполитанския престол на 41 години. Управлението ѝ е белязано от продължителен конфликт с римските папи, както и от влиянието, което любовниците и фаворитите ѝ оказват върху политиката на кралството.

## Произход
Дъщеря е на неаполитанския и унгарски крал Шарл III Анжуйски-Драчки (* 1345, † 1386), херцог на Драч, крал на Неапол и титулярен крал на Йерусалим (1382 – 1386) като Шарл III и крал на Унгария (1385 – 1386) като Карой II, и на съпругата му Маргарита Драчка  (* 1347, † 1412).
Има един брат и една сестра:
- Мария (* 1369, † 1371)
- Ладислав (* 1377 † 1414), крал на Неапол, съпруг на Костанца Киарамонте, Мария дьо Лузинян и Мария д'Ангиен

## Биография

### Ранни години
Отраства в Унгария, където баща ѝ, който тогава е престолонаследник на Неапол, управлява като херцог унгарските области Хърватия и Далмация.
През 1382 г., след кратка борба за властта в Неапол, бащата на Джована убива неаполитанската кралица Джована I Анжуйска и сам се възкачва на неаполитанския престол. През 1385 г. Шарл III Анжуйски успява да се сдобие и с короната на Унгария, отстранявайки от власт братовчедка си Мария Унгарска. Царуването на баща ѝ в Унгария обаче продължава едва няколко месеца, тъй като той е убит през 1386 г. След смъртта на Шарл III малолетният брат на Джована Ладислав поема властта в Неапол, където управлението му започва с регентството на майка им Маргарита. Властта в Унгария обаче отново преминава в ръцете на детронираната Мария Анжуйска.

### Брак с херцог Вилхелм фон Хабсбург
През пролетта на 1401 г. 28-годишната Джована се омъжва за австрийския херцог Вилхелм фон Хабсбург, който малко преди това е отхвърлен като евентуален съпруг на братовчедка ѝ Ядвига Анжуйска, кралица на Полша. От този брак не се раждат деца, а Вилхелм умира през 1406 г.
Малко след смъртта му Джована започва любовна връзка с Пандолфело Пископо, наречен Алопо – първият от поредицата любовници и фаворити, които ще упражняват влияние върху управлението на кралството.

### Кралица на Неапол
През 1414 г. умира братът на Джована – крал Ладислав, който не оставя свои потомци. Като последен жив представител на династията Джована се възкачва на неаполитанския престол като кралица Джована II. Новата кралица назначава любовника си Алопо на поста Велик шамбелан. Долфо успява да отстрани влиятелния Муцио Сфорца от поста велик конетабъл.

#### Годеж с Хуан II Арагонски
През 1415 г. кралицата се сгодява за арагонския инфант Хуан, който е син на арагонския крал Фернандо I Арагонски и е с 25 г. по-млад от Джована. Годежът обаче скоро е анулиран, поради което кралицата започва да търси нов съпруг.

#### Брак с граф Жак II дьо Бурбон-Ла Марш
На 10 август същата година Джована II се омъжва за Жак II дьо Бурбон, граф на Ла Марш, като бракът цели да се привлече подкрепа от страна на Франция. Като част от предбрачния си договор Джована II се задължава да удостои съпруга си с титлата Принц на Таранто. Това обаче не се случва, което става причина Жак да убие любовника на съпругата си и да я принуди да го обяви за крал на Неапол. За да узурпира властта изцяло, Жак дори поставя кралицата под домашен арест в покоите ѝ в кралския дворец. По-късно кралица Джована II е освободена от верни благородници. Поведението на съпруга ѝ обаче му спечелва омразата на много от неаполитанските барони и обикновеното население, които недоволстват от засилената инфилтрация на французи в държавната администрация.
През 1416 г. в Неапол избухва въстание срещу Жак, който е принуден да отпрати френските си служители и да се отрече от узурпираната титла. По това време Джована II започва връзка с Джовани Карачоло, известен повече като Серджани, който по-късно придобива пълен контрол над кралския двор.
На 28 август 1417 г. войските на кралицата успяват да превземат отново Рим, а на следващата година съпругът ѝ бяга във Франция.

#### Конфликт с папството
След като се отървава от съпруга си, Джована II вече официално е коронясана за кралица на Неапол и Сицилия, като церемонията е извършена на 28 октомври 1419 г. Постепенно отношенията ѝ с папа Мартин V се влошават. Посъветвана от великия си сенешал Джовани Карачоло, Джована II отказва да подпомогне финансово главата на Римокатолическата църква, за да възстанови отново папската гвардия. В отговор през 1419 г. папа Мартин V (папите са върховни сюзерени на Неапол) признава Луи III Валоа-Анжуйски (синът на дългогодишния противник на брат ѝ) за наследник на бездетната неаполитанска кралица Джована II Анжуйска. Луи събира в Рим голяма армия за завоюване на Неапол. Джована II отхвърля претенциите на папата да се разпорежда с нейната корона и спешно осиновява и признава за наследник Алфонсо V Арагонски, крал на Арагон и Сицилия.
През 1420 г. Луи III Анжуйски нахлува с войски в Кампания. Папата обаче се опитва да изпревари събитията и да спечели отстъпки от страна на поставената в неизгодно положение неаполитанска кралица, поради което кани представители на двете страни на преговори във Флоренция. Джована II отхвърля предложените ѝ условия и се обръща за помощ към могъщия арагонския крал Алфонсо V, когото осиновява през 1421 г. и обявява за наследник на кралството. Така през юли 1421 г. Алфонсо V Арагонски пристига с войските си в Италия, където се сражава срещу тези на Луи III Валоа-Анжуйски. Само за две години арагонците успяват да се справят с френската заплаха за Джована II, но през това време отношенията ѝ с Алфонсо V се влошават. Така през май 1423 г. арагонският крал арестува Карачоло, а войските му обсаждат кралицата в замъка ѝ в Кастел Капуано. Скоро е постигнато споразумение, след което Карачоло е освободен и заедно с Джована II бяга в Аверса. Там кралицата се свързва с доскорошния си противник Луи III Анжуйски, разтрогва осиновяването на Алфонсо V и обявява французина за свой наследник на престола. На следващата година Алфонсо V трябвало да се завърне в Арагон, което прави възможно завръщането на Джована II отново в Неапол през април 1424 г.

#### Мирни години
Последните години от управлението на Джована II преминават изключително мирно. Луи III Анжуйски се оттегля в Калабрия, откъдето чака да бъде призован на неаполитанския трон. Той обаче умира през 1434 г. След смъртта му Джована II признава за свой наследник на престола брат му Рене.

### Смърт
Джована II умира в Неапол на 2 февруари 1435 г., на 61-годишна възраст. Погребана е в църквата „Санта Анунциата“. Смъртта ѝ слага край на Сицилианския клон на Анжуйската династия.